# Acroneuria kirchneri
Acroneuria kirchneri és una espècie d'insecte plecòpter pertanyent a la família dels pèrlids que es troba a Nord-amèrica: Kentucky, Pennsilvània, Virgínia i Virgínia Occidental.